# 大英國協體育場
大英國協體育場（英語：Commonwealth Stadium）是位於加拿大亞伯達艾德蒙頓的室外體育場，它為加拿大橄欖球聯盟艾德蒙頓愛斯基摩人的主場。本體育場是為了承辦1978年大英國協運動會而興建的。體育場擁有超過60000個固定座位，在加拿大橄欖球聯盟僅次於蒙特婁奧林匹克體育場的66308個座位。

## 外部連結
- 艾德蒙頓 大英國協體育場

| 先前 Clarke Stadium | 艾德蒙頓愛斯基摩人 的主場 1978 – 至今 | 其後 直至現在 |

| 先前 塞維利亞奧林匹克體育場 （西班牙塞維利亞） | 世界田徑錦標賽主場館 2001 | 其後 法蘭西體育場 （法國巴黎） |

| 先前 國家體育場 （羅馬尼亞布加勒斯特） | 世界大學生運動會主場館 1983 | 其後 世大運紀念體育場（日本神戶） |

| 先前 伊莉莎白女王二世公園 （紐西蘭基督城） | 大英國協運動會主場館 1978 | 其後 伊麗莎白二世女王銀禧體育中心 （澳洲布里斯本） |

Template:愛德蒙頓景點
53°33′35″N 113°28′34″W / 53.55972°N 113.47611°W